# Lingonplattfly
Lingonplattfly, Conistra vaccinii, är en fjärilsart som beskrevs av Carl von Linné, 1761. Lingonplattfly ingår i släktet Conistra och familjen nattflyn, Noctuidae. Arten är reproducerande i både Sverige och Finland och populationerna är bedömda som livskraftiga, LC. Inga underarter finns listade i Catalogue of Life.

## Bildgalleri

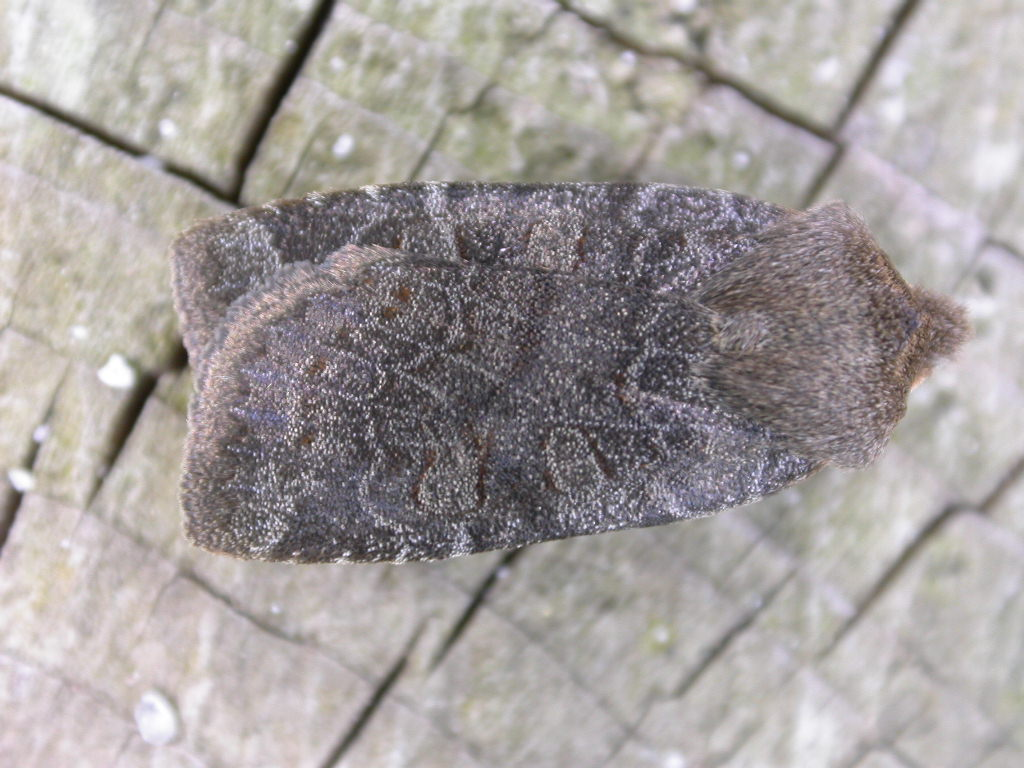
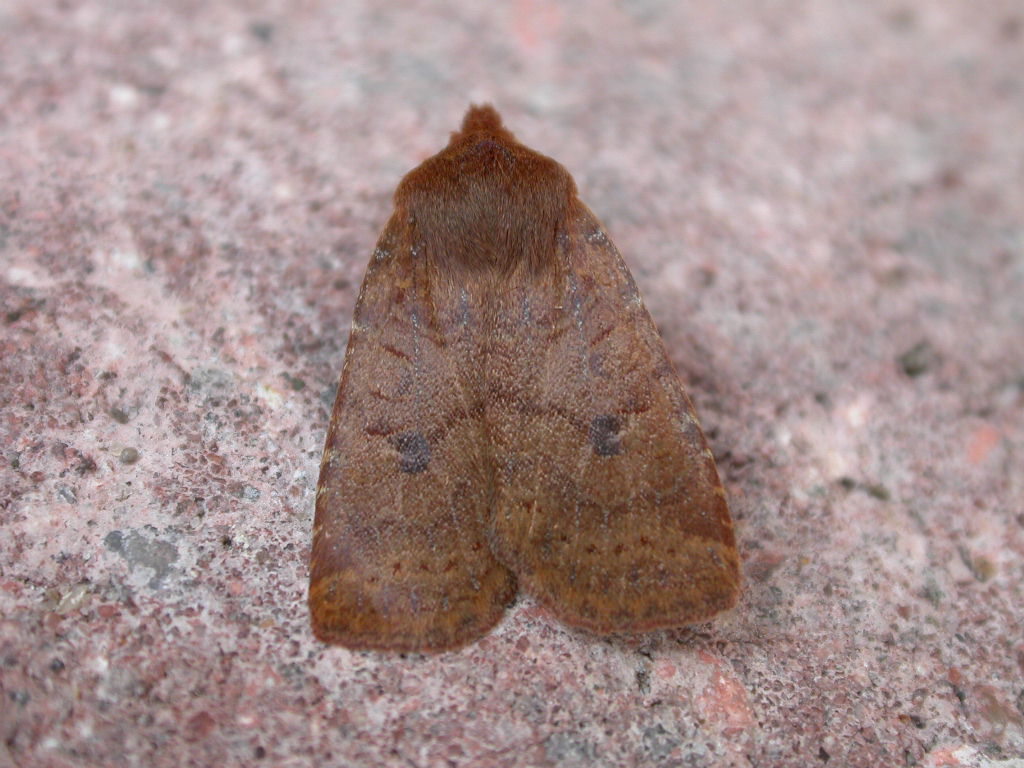
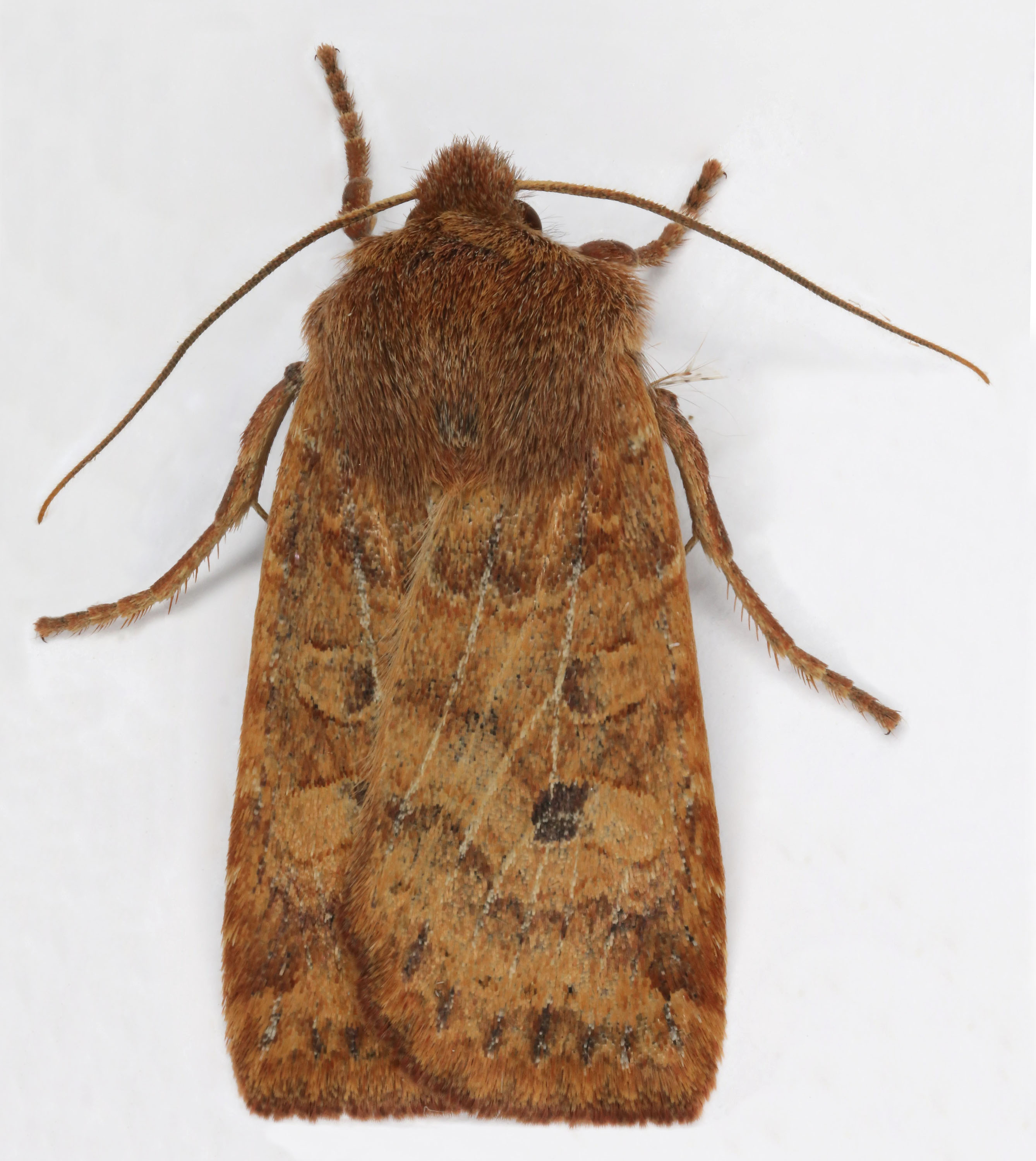
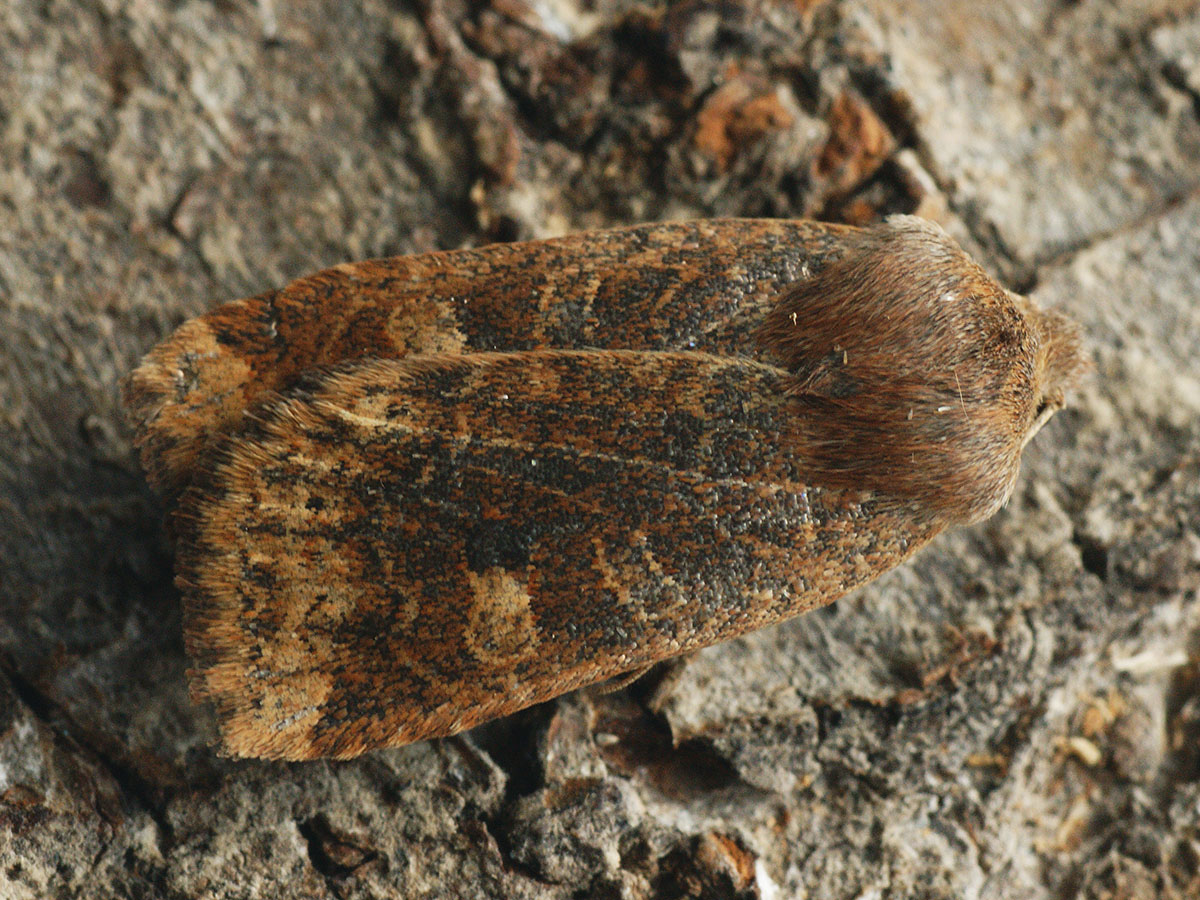

Imago fjärilar i olika skepnader: